# 凶城計中計
《凶城計中計》（前名《凶城計》；），香港電視廣播有限公司電視劇，由陳錦鴻、謝天華及廖碧兒領銜主演，並由岳華及湯盈盈聯合主演，監製為莊偉建。此劇為2007無綫節目精選第一季劇集之一，於2009年12月5日至2010年2月6日期間先在無綫精選台首播，再於2013年4月18日至5月16日在翡翠台首播。

## 演員表

### 主要演員
| 演員   | 角色           | 暱稱／背景 |
| 陳錦鴻 | 屠四海／霍繼祖 | 江玉書、朱楚嫣之子 水如塵之弟 昌隆鎮之衙門劊子手及衙差，後為衙門知縣 霍倩瑤之夫 霍天命之女婿 於第20集將霍天命斬首示眾                                         |
| 謝天華 | 水如塵／江承恩 | 郎中 江玉書、朱楚嫣之子 屠四海之兄 利用霍倩瑤、盤霽月感情 殺死洪威、禮王、韓峰、霍繼枝之兇手 第20集知道屠四海是親弟弟，為救屠四海死於霍天命的刀下             |
| 廖碧兒 | 霍倩瑤         | 霍天命與元配之女 霍倩琦、霍繼枝之同父異母姐 初喜歡水如塵 後為屠四海之妻，並懷有其龍鳳胎                                                                       |
| 岳 華  | 霍樹根／霍天命 | 何秀喜、王碧玉之夫 霍倩瑤、霍倩琦、霍繼枝之父 屠四海之岳父 因受到八神指示，為八神使者，又為天命大師 殺死盤昇陽、王碧玉、水如塵之兇手 於第20集被屠四海斬首示眾 |
| 湯盈盈 | 盤霽月         | 盤昇陽之妹 喜歡水如塵 霍天命知己 患血汗病 殺死韓禮賢之兇手 於第19集新婚夜，原要水如塵一起喝毒酒自盡，結果自己身亡，水如塵裝死完成她的遺願                     |
| 李思欣 | 霍倩琦         | 霍天命與何秀喜之女 霍倩瑤之同父異母妹 霍繼枝之同父異母姐 被乞丐妹假冒及害死 暗戀屠四海                                                                        |
| 李思欣 | 乞丐妹         | 殺死霍倩琦之兇手 假冒及害死霍倩琦 後被水如塵追殺掉下山崖，全身癱瘓                                                                                            |
| 許紹雄 | 祈學儒         | 昌隆鎮之衙門知縣 原是個混日子的知縣，被屠四海罵醒，兩人追查後霍天命的犯罪行為，因此立下大功，而官位一品                                                       |
| 姚樂怡 | 王碧玉         | 霍天命三姨太 曾暗戀盤昇陽 最後和盤昇陽一起霍天命殺死 |
| 魯振順 | 盤昇陽         | 盤霽月之兄 霍天命之左右手 曾暗戀王碧玉 最後和王碧玉被霍天命殺死                                                                                               |
| 蔡子健 | 柳開福         | 昌隆鎮之師爺 祈學儒之舅仔 |
| 吳諾弘 | 霍繼枝         | 霍天命、王碧玉之子 被水如塵推入海中死亡 |

### 霍天命同謀
| 演員   | 角色   | 暱稱／背景                                                                      |
| 曾偉權 | 朱 旻  | 小禮王 禮王之子 曾欲輕薄霍倩瑤 和霍天命同謀的事情被上報朝廷，因此終生被關在天牢 |
| 王偉樑 | 趙霸山 | 霍天命之手下 於第20集被斬首示眾                                                 |
| 李家鼎 | 洪 威  | 昌隆鎮之劊子手 於第1集被水如塵殺害                                              |
| 冼灝英 | 雷 驕  | 霍天命之手下 掌管酒莊 於第20集被斬首示眾                                        |
| 陳榮峻 | 韓 峰  | 韓禮賢之養父 被水如塵殺害                                                       |

### 其他演員
| 演員   | 角色           | 暱稱／背景 |
| 郭 峰  | 江玉書／水夢南 | 禮部侍郎 朱楚嫣之夫，水如塵、屠四海之父 因被八皇爺陷害，帶著妻子朝陽郡主.兒子水如塵.護衛一起逃亡，被霍天命看到身上的金錢，和同夥一起放火殺人奪財，和水如塵於火場中逃過一劫，但誤會妻子朝陽郡主不守婦道另嫁霍天命，搶走剛出生的屠四海一起掉入大海，後和水如塵在一起生活，到死都鬱鬱寡歡，要水如塵替他報仇。                                                                               |
| 雪 妮  | 朱楚嫣         | 朝陽郡主 盛王之女 江玉書之妻，水如塵、屠四海之母 冬瓜婆婆 為了肚子的江玉書遺腹子屠四海，嫁給了霍天命，被江玉書誤會了一輩子。 因為屠四海和江玉書一起落入海中，因此發瘋成了冬瓜婆婆，住在山洞中，後遇見屠四海，一直被屠四海照顧。 後見到了霍天命，神智恢復正常，但也因此讓霍天命知道水如塵的身分，設計要讓兩兄弟彼此相殘。水如塵也在死前知道自己誤會了朝陽郡主，和朝陽郡主相認，含笑而亡。 |
| 江 漢  | 禮 王          | 八皇爺 朱旻之父 被要幫父報仇的水如塵殺害 |
| 梁舜燕 | 麻 四          | 盤霽月祖母 |
| 馮素波 | 何秀喜         | 霍天命二姨太 霍倩琦生母 |
| 陳安瑩 | 柳素心         | 祈學儒之妻 柳開福姐姐 |
| 李 楓  | 清渺師太       | 霍倩瑤師父 赤霞仙觀住持 |
| 林影紅 | 逸 閒          | 清渺師太徒弟 |
| 張雪芹 | 逸 虛          | 清渺師太徒弟 |
| 賀文傑 | 韓禮賢         | 韓峰養子 霍倩瑤未婚夫 被盤霽月殺死 |
| 黃樂兒 | 小 雨          | |
| 林敏儀 | 小 香          | 霍倩瑤婢女 |
| 伍濼文 | 小 蘭          | |
| 雷 恩  | 小 桃          | |
| 李成昌 | 郭 樑          | 朱旻之助手 在霍倩瑤被朱旻輕薄後，水如塵為接近朱旻，獻計讓郭樑當替死鬼，因此殺了郭樑。 |
| 鄺佐輝 | 皇 上          | |
| 郭德信 | 監斬官         | |
| 杜 港  | 侍 衛          | |
| 羅樂林 | 屠一夫         | 屠四海養父，第一集生病而亡 |
| 黃鳳   | 秀 蓮          | |
| 陳嘉露 | 鳳 姑          | |
| 湯俊明 | 阿 明          | |
| 陳狄克 | 阿 標          | |
| 陳勉良 | 村 民          | |
| 凌禮文 | 村 民          | |
| 趙永洪 | 阿 東          | |
| 鄧永健 | 阿 齊          | |
| 張智軒 | 阿 軒          | 衙差 |
| 徐 榮  | 阿 龍          | 衙差 |
| 林遠迎 | 阿 慶          | 衙差 |
| 古明華 | 村 民          | |
| 魯文傑 | 村 民          | |
| 曾梓明 | 家 丁          | |
| 許明志 | 家 丁          | 霍家家丁 |
| 盧永匡 | 家 丁          | 霍家家丁 |
| 何俊軒 | 將 軍          | |
| 潘 標  | 老 翁          | |
| 廖麗麗 | 媒 婆          | |
| 黎秀英 | 媒 婆          | |
| 張達倫 | 旻手下         | |
| 裘卓能 | 旻手下         | |

## 電視節目的變遷
| 香港 無綫收費電視精選台 星期六 15:30-17:30 | 香港 無綫收費電視精選台 星期六 15:30-17:30 | 香港 無綫收費電視精選台 星期六 15:30-17:30 |
| ------------------------------------------ | ------------------------------------------ | ------------------------------------------ |
|                                            | 凶城計中計 （2009.12.05 - 2010.02.06）     |                                            |
| -                                          | 戀愛星求人 （2010.02.13 - 2010.04.17）     |                                            |

| 香港 無綫電視翡翠台 星期一至五 14:45-15:50 | 香港 無綫電視翡翠台 星期一至五 14:45-15:50 | 香港 無綫電視翡翠台 星期一至五 14:45-15:50 |
| ------------------------------------------ | ------------------------------------------ | ------------------------------------------ |
|                                            | 凶城計中計 （2013.04.18 - 2013.05.16）     |                                            |
| 鳳舞香羅 （2013.03.07 - 2013.04.17）       | 千謊百計 （2013.05.17 - 2013.06.13）       |                                            |